# Perisama hazarma
Perisama hazarma är en fjärilsart som beskrevs av William Chapman Hewitson 1877. Perisama hazarma ingår i släktet Perisama och familjen praktfjärilar. Inga underarter finns listade i Catalogue of Life.